# Санта Мария Когинас
Са̀нта Марѝя Когѝнас (на италиански: Coghinas; на сардински: Cudzina, Кудзина) е село и община в Южна Италия, провинция Сасари, автономен регион и остров Сардиния. Разположено е на 21 m надморска височина. Населението на общината е 1454 души (към 2010 г.).